# Parlamentare
Parlamentare este o operă literară scrisă de Ion Luca Caragiale.